# Ortigões
Ortigões : crónica do mês - perfis diversos - sátiras da actualidade nasceu em 1876 no Porto, com periodicidade mensal tendo como mentor José de Sousa Urbano Loureiro. O título “Ortigões” é uma óbvia homenagem ao escritor de As Farpas, Ramalho Ortigão, “com muita consideração pelos seus modernos escritos”. Mas não se fica por aí, faz o relato satírico dos acontecimentos do mês, das políticas vigentes, dos programas de outros jornais, dos duelos pela honra, das corridas de cavalos etc.